# Joinville Esporte Clube
Pour les articles homonymes, voir Joinville.
Maillots
Actualités
Dernière mise à jour : 19 février 2025.
Le Joinville Esporte Clube est un club brésilien de football basé à Joinville dans l'État de Santa Catarina.

## Palmarès
- Championnat du Brésil de Série B (1) :
  - Champion : 2014

- Championnat du Brésil de Série C (1) :
  - Champion : 2011

- Championnat de l'État de Santa Catarina (12) :
  - Vainqueur : 1976, 1978, 1979, 1980, 1981, 1982, 1983, 1984, 1985, 1987, 2000 et 2001

- Coupe de Santa Catarina (2) :
  - Vainqueur : 2009 et 2011

## Joueurs
- Márcio Santos
- Zé Carlos
- Deivid
- Willian Popp (2014-2016)
- Guillaume Le Corre
- Charles Luis Reiter (2011-2012 ; 2017-)